# Emilio Motta
Emilio Motta (* 24. Oktober 1855 in Bellinzona; † 18. November 1920 in Roveredo) war ein Schweizer Ingenieur, Historiker, Numismatiker und Publizist.

## Leben und Werke
Er war Sohn des Cristoforo Motta aus Airolo. Nach dem Gymnasium in Solothurn studierte er von 1872 bis 1875 am Zürcher Polytechnikum Maschineningenieurwesen. In dieser Zeit lernte er Theodor von Liebenau kennen und befasste sich anschliessend im Selbststudium mit Geschichte. Im Jahr 1877 begann er historische Forschungen in Archiven zu betreiben und verfasste zahlreiche gut dokumentierte Studien. 1879 gründete er das Bollettino storico della Svizzera italiana.
Er beschäftigte sich mit mehreren Studien zur Geschichte der Lombardei und des Kantons Tessin. 1889 wurde er Bibliothekar der Familie Trivulzio in Mailand. Er spielte 1898 eine wichtige Rolle bei der Zentenarfeier der Unabhängigkeit des Kantons Tessin und förderte die Stiftung der historischen Museen von Locarno und Lugano. 1902 beauftragte ihn der Kanton Graubünden mit der Neuordnung der Archive des Misox und des Calancatals.

## Schriften (Auswahl)
- Le Tipografie del Canton Ticino dal 1800 al 1859, Giulio Topi, Lugano 1877.
- Effemeridi ticinesi raccolte e pubblicate da Emilio Motta, Edizioni Salvioni, Bellinzona 1877.
- Bibliografia storica ticinese, J. Herzog, Zurigo 1879.
- Versuch einer Gotthardbahn-Literatur, 1844–1882, H. Georg, Basel 1882.
- Dei personaggi celebri che varcarono il Gottardo nei tempi antichi e moderni: tentativo storico Carlo Colombi, Bellinzona 1884.
- Musici alla corte degli Sforza (Ricerche e documenti milanesi), Milano 1887.
- Come rimanesse svizzero il Ticino nel 1798, in: Politisches Jahrbuch des schweizerischen Eidgenossenschaft, Carl Hilty, Bern 1888.
- Spigolature d’archivio per la storia di Venezia nella seconda metà del quattrocento: dall’Archivio di stato milanese, Archivio di Stato di Milano 1889.
- Bibliografia del suicidio, Carlo Salvioni, Bellinzona 1890.
- Libri di casa Trivulzio nel secolo XVo: con notizie di altre librerie milanesi del Trecento e del Quattrocento, Tipografia e Libreria ditta Carlo Franchi di A. Vismara, Como 1890.
- Briciole bibliografiche, ditta Carlo Franchi di A. Vismara, Como 1893.
- Nel primo centenario della indipendenza del Ticino: una pagina di storia patria, Tipografia e litografia cantonale, Bellinzona 1898.
- mit Emilio Tagliabue: Pel quarto centenario della battaglia di Calven e Mals 22 maggio 1499: La battaglia di Calven e Mals secondo le relazioni degli ambasciatori milanesi, G. Bravo, Roveredo GR 1899.